# جون سويفت (سياسي)
جون سويفت (بالإنجليزية: John Swift)‏ هو سياسي أمريكي، ولد في 27 يونيو 1790، وتوفي في 9 يونيو 1873.